# Cimetière de West Terrace
Le cimetière de West Terrace (en anglais West Terrace Cemetery), est le plus ancien cimetière d'Australie-Méridionale.

## Inhumations ou crémations de personnes notables
- William et Ann Margaret Bickford, chimistes de fabrication
- Arthur Seaforth Blackburn, officier militaire et récipiendaire de la croix de Victoria de la Première Guerre mondiale
- Abraham Tobias Boas, rabbin de longue date de la congrégation juive d'Adélaïde
- James Bonnin, promoteur immobilier londonien
- Poltpalingada Booboorowie (Tommy Walker), une personnalité aborigène Ngarrindjeri et populaire d'Adélaïde dans les années 1890
- Charles Campbell, premier colon, pasteur et fondateur de Campbelltown
- Charles Chewings, géologue et anthropologue
- Sir Dominick Daly, 7e gouverneur d'Australie-Méridionale
- Phillip Davey, récipiendaire de la croix de Victoria de la Première Guerre mondiale
- Bill Denny (1872-1946), journaliste, avocat, homme politique et soldat
- J. Matthew Ennis, organiste académique et pianiste
- Boyle Travers Finniss, colon, soldat, géomètre et premier Premier ministre d'Australie-Méridionale
- Thomas Gilbert, premier pionnier et premier maître général des postes de la colonie
- Percy Grainger, musicien et compositeur international
- Charles Beaumont Howard, premier aumônier colonial d'Australie du Sud
- Reginald Roy Inwood, récipiendaire de la croix de Victoria de la Première Guerre mondiale
- Jorgen Christian Jensen, récipiendaire de la croix de Victoria d'origine danoise de la Première Guerre mondiale
- Charles Kingston, Premier ministre d'Australie-Méridionale et membre fondateur de la Fédération de l'Australie
- Carl Linger, musicien et compositeur de Song of Australia
- Philip Levi, premier colon et pasteur
- John McPherson, premier chef de la division sud- australienne du Parti travailliste australien
- Frederick Metters, fondateur de l'entreprise de fabrication de fours et de cuisinières qui est devenue Metters Limited
- Sir John Morphett (avec d'autres membres de sa famille), premier colon, pasteur et homme d'affaires
- Arthur Edward Rossiter, fondateur du fabricant de chaussures Rossi Boots
- Richard Gilbert Symonds, arpenteur pour le colonel Light[1],[2]
- Augusta Zadow, femme suffragette et première syndicaliste
- identité inconnue connue sous le nom de The Somerton Man